# Nederlandse kampioenschappen schaatsen afstanden 2023 - 1000 meter mannen
De 1000 meter mannen op de Nederlandse kampioenschappen schaatsen afstanden 2023 werd gehouden op zondag 5 februari 2023 in Thialf in Heerenveen. Er reden 20 deelnemers mee.
Titelhouder was Kai Verbij die de titel pakte tijdens de Nederlandse kampioenschappen schaatsen afstanden 2022, maar er dit keer niet bij was. Kjeld Nuis won voor het eerst sinds 2019 en voor de zesde keer in totaal de nationale titel. Hein Otterspeer en Thomas Krol eindigden ook op het podium en wonnen daarmee een WK-ticket.

## Uitslag
| #      | Schaatser             | Tijd    |
| ------ | --------------------- | ------- |
| Goud   | Kjeld Nuis            | 1.08,04 |
| Zilver | Hein Otterspeer       | 1.08,08 |
| Brons  | Thomas Krol           | 1.08,37 |
| 4      | Joep Wennemars        | 1.08,43 |
| 5      | Merijn Scheperkamp    | 1.08,99 |
| 6      | Wesly Dijs            | 1.09,05 |
| 7      | Tijmen Snel           | 1.09,35 |
| 8      | Janno Botman          | 1.09,38 |
| 9      | Dai Dai N'tab         | 1.09,46 |
| 10     | Serge Yoro            | 1.09,54 |
| 11     | Mats Siemons          | 1.09,58 |
| 12     | Tim Prins             | 1.09,71 |
| 13     | Gijs Esders           | 1.09,78 |
| 14     | Kayo Vos              | 1.10,11 |
| 15     | Stefan Westenbroek    | 1.10,49 |
| 16     | Mika van Essen        | 1.10,50 |
| 17     | Sebas Diniz           | 1.10,85 |
| 18     | Chris Fredriks        | 1.11,22 |
| 19     | Joost van Dobbenburgh | 1.11,40 |
| 20     | Joep Kalverdijk       | 1.13,52 |

1987 · 
1988 · 
1989 · 
1990 · 
1991 · 
1992 · 
1993 · 
1994 · 
1995 · 
1996 · 
1997 · 
1998 · 
1999 · 
2000 · 
2001 · 
2002 · 
2003 · 
2004 · 
2005 · 
2006 · 
2007 · 
2008 · 
2009 · 
2010 · 
2011 · 
2012 · 
2013 · 
2014 · 
2015 · 
2016 · 
2017 · 
2018 · 
2019 · 
2020 · 
2021 · 
2022 · 
2023 · 
2024 · 
2025